# Yakup Gör
Yakup Gör (Erzurum, 10 novembre 1988) è un lottatore turco, specializzato nella lotta libera.

## Palmarès
| Anno | Manifestazione              | Sede      | Evento | Risultato | Note |
| ---- | --------------------------- | --------- | ------ | --------- | ---- |
| 2010 | Campionati del Mediterraneo | Istanbul  | 66 kg  | Bronzo    |      |
| 2011 | Europei                     | Dortmund  | 66 kg  | 10º       |      |
| 2012 | Europei                     | Belgrado  | 66 kg  | 5º        |      |
| 2013 | Europei                     | Tbilisi   | 66 kg  | Argento   |      |
| 2013 | Mondiali                    | Budapest  | 66 kg  | 13º       |      |
| 2014 | Europei                     | Vantaa    | 70 kg  | Bronzo    |      |
| 2014 | Mondiali                    | Tashkent  | 70 kg  | Argento   |      |
| 2015 | Giochi europei              | Baku      | 70 kg  | Bronzo    |      |
| 2015 | Mondiali                    | Las Vegas | 70 kg  | Bronzo    |      |
| 2016 | Mondiali                    | Budapest  | 70 kg  | 15º       |      |
| 2017 | Europei                     | Novi Sad  | 70 kg  | 10º       |      |
| 2017 | Mondiali                    | Parigi    | 70 kg  | 5º        |      |
| 2019 | Europei                     | Bucarest  | 74 kg  | 9º        |      |